# Яснополянское сельское поселение (Кемеровская область)
Яснополя́нское сельское поселение — упразднённое муниципальное образование в Прокопьевском районе Кемеровской области. Административный центр — посёлок Ясная Поляна.
В Южной части поселения расположен аэропорт Спиченково

## История
Яснополянское сельское поселение образовано 17 декабря 2004 года в соответствии с Законом Кемеровской области № 104-ОЗ.

## Население
| 2010  | 2011  | 2012  | 2013  | 2014  | 2015  | 2016  |
| ----- | ----- | ----- | ----- | ----- | ----- | ----- |
| 4345  | ↘4333 | ↗4515 | ↗4557 | ↗4573 | ↘4557 | ↘4495 |
| 2017  | 2018  | 2019  |       |       |       |       |
| ↘4478 | ↘4459 | ↘4352 |       |       |       |       |

## Состав сельского поселения
| №  | Населённый пункт | Тип населённого пункта          | Население |
| -- | ---------------- | ------------------------------- | --------- |
| 1  | Егултыс          | посёлок                         | 72        |
| 2  | Ключи            | посёлок                         | 105       |
| 3  | Лучшево          | село                            | 630       |
| 4  | Маяковка         | посёлок                         | 238       |
| 5  | Первомайский     | посёлок                         | 254       |
| 6  | Плодопитомник    | посёлок                         | 463       |
| 7  | Хлебозавода      | посёлок                         | 6         |
| 8  | Шарап            | село                            | 795       |
| 9  | Школьный         | посёлок                         | 825       |
| 10 | Ясная Поляна     | посёлок, административный центр | 957       |